# UIC 분류
UIC 분류는 기관차, 동차 및 노면전차의 차륜 배치를 표기하기 위한 포괄적인 체계이다.

## 개요
UIC 분류 체계는 특수한 체계를 적용하고 있는 영국과, 좀 더 단순화된 AAR 차륜 배치 표기를 쓰는 미국의 경우를 제외한 대부분의 지역에서 공통적으로 널리 사용되고 있는 분류 체계이다. 화이트 식 표기에 비해서 좀 더 융통성이 있으며, 기관차 형식을 추론에 의지하지 않고 정확히 묘사할 수 있다. 과거의 표기법에서 표기할 수 없는 기관차를 이 UIC 분류로는 표기하는 것이 가능하다. UIC 분류는 대개 디젤 기관차나 전기 기관차를 묘사하는 데 더더욱 적합하다.

## 분류 방식
분류 방식에서, 화이트 식 표기법이 차륜의 개수를 세는 데 비해서, UIC 분류는 한 쌍의 차륜을(이를 차륜쌍(wheelsets)이라 하거나, 비공식적으로 "차축(axles)"이라고 칭함) 세어 분류하는 것이 원칙이다.
대문자 표기최종 동축의 개수를 나타냄. A는 1축을, C는 한 3축 그룹을 나타낸다.
숫자최종 동축이 아닌 축을 나타냄. 1은 1축, 2은 2축을 의미함.
소문자 "o"대개의 전기 또는 디젤전기 기관차에 있는, 차축이 전기 모터에 의해서 독립적으로 구동되는 경우를 나타냄. 이것은 각 동축군 표기의 말미에 붙어 해당 동축이 독립 구동축임을 표기하여 준다. 즉 Bo는 2개의 동축군이 독립 구동함을 의미한다.
외따옴표 " ' "이것은 조향이 가능한 대차에 해당 축이 적재되어 있음을 나타낸다.
플러스 기호 "+"이것은 기관차 또는 동차가 반영구연결기 등으로 영구 연결된 2개의 차량으로 구성되어 있음을 나타낸다.
괄호 표시이것은 각각의 문자와 숫자 군이 한 대차를 표현하기 위하여 쓰였음을 표기하기 위하 사용된다. 예를 들어, (A1A)는 3축 보기 대차에서 바깥쪽 2축 만이 동축임을 나타낸다. 이것은 대문자 표기만 단독으로 쓰이는 경우에는 쓰지 않는다. 즉, 이를 예를 들면 Co는 3축 보기 대차에서 전 축이 독립 구동축임을 나타내는 것인데, 이를 별도로 괄호 표기로 분리하지 않아도 의미가 명확하기에 따로 표기하지 않는다.
맬릿형 기관차는 위에서 제시한 방식 대로 앞쪽의 동력 유니트를 괄호로 나타냄으로소 표현될 수 있다. 즉, 유니언 패시픽의 빅 보이는 화이트 식 표기로 4-8-8-4라 적는데, 이를 UIC 분류 체계하에서는 (2'D)D2'로 표기한다. 개럿형 기관차의 경우는 괄호 표기로 나타내거나, 또는 플러스(+)표기로 개별 유닛을 구분함으로 나타낼 수 있다. 단, 기계적으로 분리되었으나 영구 결합된 유닛들은 "+" 표기만을 쓸 수 있다.
기타 접미사기관차의 다른 특징들을 나타내기 위해서 추가적인 접미사를 적용하기도 한다.
- h : 과열 증기
- n : 포화 증기
- v : 복합식
- Turb : 터빈식
- t : 탱크식 증기 기관차

또한 최후미에 숫자를 더 추가 기재하여, 증기 기관차의 실린더 숫자를 나타내기도 한다.
현대적인 기관차에서 가장 일반적으로 쓰이는 차륜 배치는 Bo'Bo' 또는 Co'Co'이나, 한편으로 증기기관차나 과거의 여러 차종들은 서로 구분되는 다양한 차륜 배치를 채용하는 예가 많다.

## 예시
(A1A)(A1A)
"(A1A)(A1A)"는 2개의 대차 또는 차축군을 해당 차량이 가지고 있음을 나타낸다. 각각의 대차는 하나의 동력축, 하나의 부수축, 그리고 하나의 추가적인 동력축을 가지는(즉, OoO형식의 대차 구성) 형식을 의미한다. 이러한 차륜 배치는 더 나은 하중 분산을 위하여 채택된다. 위 표기에서 모든 동력축은 독립적으로 구동한다.
BB
"BB"는 4개의 동력축이 있으며 이것이 기관차 프레임에 직접 연결되어 있음을 나타낸다. 이들은 한 쌍으로 구동된다. 즉, 각 차축 쌍은 연결봉이나 기어로 연결되어 있음을 나타낸다. 아래 "D"항의 예시와 비교하면 그 특징이 명확히 드러날 것이다. OO-OO 형태이다.
B'B'
"B'B'"는 두 개의 대차 도는 차축군을 해당 차량이 가지고 있음을 나타낸다. 각각의 대차는 두 개의 동축을 가지고 있으며, 이들은 연결봉이나 기어로 연결되어 있다. 70% 이상의 현대적인 기관차들과 동차들이 이 방식 또는 "Bo'-Bo'" 차륜 배치를 채택하고 있다.
Bo'(A1A)
"Bo'(A1A)"는 두 개의 대차 또는 차축군을 가지고 있음을 나타낸다. "Bo'" 트럭은 차량의 한쪽 끝에 배치되어 있는데, 이것은 두 개의 동력 축을 가지고 있음을 나타낸다. 한편, 다른 한쪽 끝에는 "(A1A)" 대차가 배치되어 있는데, 여기에는 하나의 동력축, 하나의 부수축, 그리고 하나의 동력축이 설치되어 있다. 모든 동축은 개별 구동된다.
Bo'Bo'
"Bo'Bo'"는 차량에 2개의 대차 또는 동축군이 있음을 나타낸다. 각각의 대차에는 두 개의 독립 구동되는 동축이 배치되어 있다. 70% 이상의 현대적인 기관차들과 동차들이 이 방식 또는 "Bo'-Bo'" 차륜 배치를 채택하고 있다. 다수의 노면전차가 이 배치를 채용하고 있다.
C'C'
"C'C'"는 차량에 2개의 보기 또는 차축군이 있음을 나타낸다. 각각의 대차는 3개의 동축을 가지고 있으며, 이들은 기어 또는 연결봉으로 연결되어 있다.
Co'Co'
"Co'Co'"는 차량에 2개의 보기 또는 차축군이 있음을 나타낸다. 각각의 대차는 3개의 동축을 가지고 있으며, 이들은 독립적으로 구동되는 형식이다. 7000호대 디젤 기관차는 이 방식의 대차를 가지고 있다.
D
"D"는 4개의 동축이 있고, 이들은 모두 하나의 연결봉이나 기어로 연결되어 있으며, 모두 기관차 차체에 직접 설치되어 있음을 나타낸다.
1'D1'
"1'D1'"는 한 쌍의 전륜이(동축이 아닌) 대차에 설치되어 있고, 4개의 동축이 기관차의 차체에 직접 설치되어 서로 연결봉 또는 기어로 연결되어 있으며, 한 쌍의 후륜이(동축이 아닌) 대차에 설치되어 있음을 나타낸다. 대한민국의 "미카형 증기 기관차"가 여기에 해당하며, 화이트 식 표기로 2-8-2이다.
2'C1'
"2'C1'"는 두 쌍의 전륜이(동축이 아닌) 대차에 설치되어 있고, 3개의 동축이 기관차의 차체에 직접 설치되어 서로 연결봉 또는 기어로 연결되어 있으며, 한 쌍의 후륜이(동축이 아닌) 대차에 설치되어 있음을 나타낸다. 대한민국의 "파시형 증기 기관차"가 여기에 해당하며, 화이트 식 표기로 4-6-2이다.

## 참고 문헌
- http://www.skyrocket.de/locomotive/data/achsfolge.htm

## 같이 보기
- 차륜 배치
- 화이트 식 표기
- AAR 차륜 배치 표기